# 皮海約基
皮海約基（芬蘭語：Pyhäjoki）是芬蘭北博滕區的市鎮，位於該國西部，始建於1865年，面積1,365平方公里，2013年人口4,407，人口密度為每平方公里1.81人。
芬蘭核電公司芬诺能源計畫於該市镇建造漢希基維核電廠，預計於2029年投入商轉。但由于2022年俄罗斯入侵乌克兰的缘故，2022年5月2日芬诺能源宣布解除与俄羅斯國家原子能公司签订的合同。

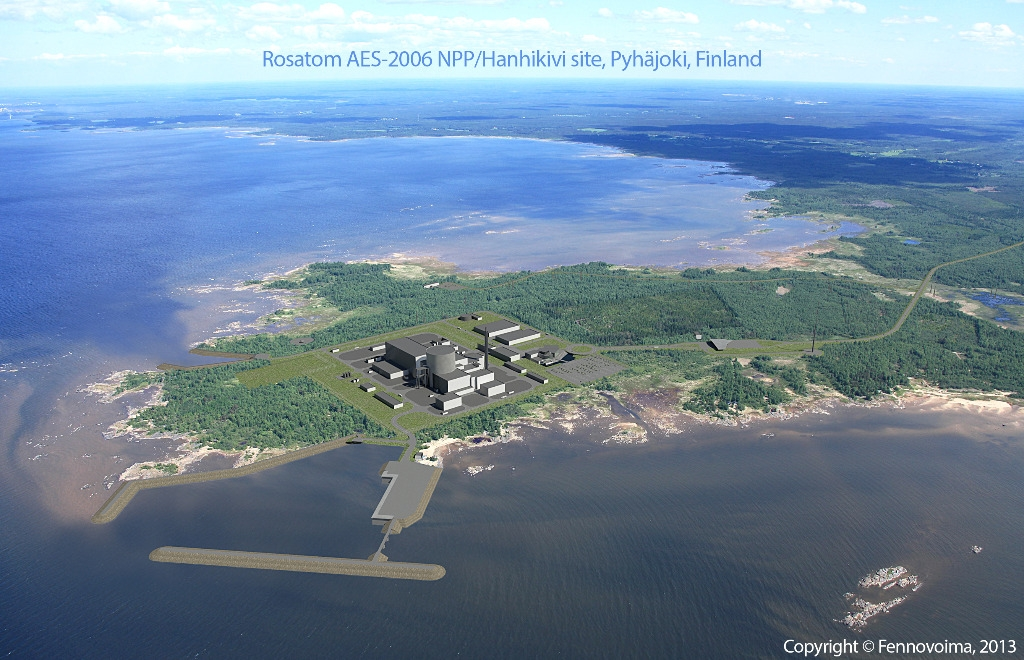
汉希基维核电站规划效果图

## 外部連結
- 官方网站  （文） （瑞典文） （英文） （俄文）